# Geovany Baca
Geovany Baca (ur. 5 marca 1971) − honduraski bokser, olimpijczyk.

## Kariera amatorska
W 1995 r. zdobył brązowy medal na Igrzyskach Panamerykańskich, rywalizując w kategorii papierowej. W ćwierćfinale pokonał Kanadyjczyka Domenica Filane'a, a w półfinale pokonał go Wenezuelczyk Édgar Velásquez. W 1996 r. reprezentował Honduras na Igrzyskach Olimpijskich w Atlancie, rywalizując w kategorii papierowej. Baca przegrał swoją pierwszą walkę z Anicetem Rasoanaivo, odpadając z zawodów w 1/16 finału.